# Rubén Camacho
Rubén Humberto Camacho Salas (* 17. Oktober 1953 in Los Mochis; † März 2015) war ein mexikanischer Radrennfahrer und nationaler Meister im Radsport.

## Sportliche Laufbahn
Camacho war im Straßenradsport und im Bahnradsport aktiv. Er war Teilnehmer der Olympischen Sommerspiele 1976 in Montreal. Im olympischen Straßenrennen kam er auf den 45. Rang.
Sechsmal gewann er mexikanische Meistertitel im Radsport. Bei den Panamerikanischen Spielen 1976 gewann er die Bronzemedaille in der Mannschaftsverfolgung. Bei den Zentralamerika- und Karibikspielen 1978 gewann er die Goldmedaille im Mannschaftszeitfahren und Silber in der Mannschaftsverfolgung. 
1978 siegte Camacho im Etappenrennen Carrera Ciclista del Pacífico. In der Vuelta a Guatemala 1979 gewann er eine Etappe und die Bergwertung.